# Hingstepeira
Hingstepeira és un gènere d'aranyes de la família Araneidae. Fou descrita el 1995 per Levi. A data de 2017, conté quatre espècies sud-americanes.